# Sauvagesia oliveirae
Sauvagesia oliveirae là một loài thực vật có hoa trong họ Ochnaceae. Loài này được Harley & Giul. mô tả khoa học đầu tiên năm 2005.